# Marblehead (Massachusetts)
Marblehead és una població dels Estats Units a l'estat de Massachusetts. Segons el cens del 2000 tenia 20.377 habitants.

## Demografia
Segons el cens del 2000, Marblehead tenia 20.377 habitants, 8.541 habitatges, i 5.679 famílies. La densitat de població era de 1.736,8 habitants/km².
Dels 8.541 habitatges en un 31,2% hi vivien nens de menys de 18 anys, en un 56,5% hi vivien parelles casades, en un 8% dones solteres, i en un 33,5% no eren unitats familiars. En el 28,7% dels habitatges hi vivien persones soles el 10,7% de les quals corresponia a persones de 65 anys o més que vivien soles. El nombre mitjà de persones vivint en cada habitatge era de 2,37 i el nombre mitjà de persones que vivien en cada família era de 2,94.
Per edats la població es repartia de la següent manera: un 23,9% tenia menys de 18 anys, un 3,5% entre 18 i 24, un 28% entre 25 i 44, un 29% de 45 a 60 i un 15,6% 65 anys o més.
L'edat mediana era de 42 anys. Per cada 100 dones de 18 o més anys hi havia 84,3 homes.
La renda mediana per habitatge era de 73.968 $ i la renda mediana per família de 99.892$. Els homes tenien una renda mediana de 70.470 $ mentre que les dones 44.988$. La renda per capita de la població era de 46.738$. Entorn del 3,2% de les famílies i el 4,3% de la població estaven per davall del llindar de pobresa.